# Regimiento de Satinadores 24 (Bolivia)
El Regimiento de Satinadores 24 «Teniente Félix Méndez Arcos» es un regimiento del Ejército de Bolivia con base en la ciudad de Challapata y perteneciente a la Segunda División del Ejército.
Fue creado en 1964 como Regimiento N.º 1 Ranger. Después fue absorbido por el Regimiento de Infantería 24, que se convirtió en ranger, y, a fines de los años setenta, fue asignado a la 2.ª División, I Cuerpo.
Actualmente, funciona también como centro de reclutamiento de conscriptos.